# تپه نوهل
تپه نوهل در شهرستان زنجان، بخش قره‌پشتلو، روستای سهرین واقع شده و این اثر در تاریخ ۷ مهر ۱۳۸۱ با شمارهٔ ثبت ۶۲۴۸ به‌عنوان یکی از آثار ملی ایران به ثبت رسیده است.